# Melissa Rippon
Melissa Rippon (Sydney, 20 de gener de 1981) és una jugadora de waterpolo australiana. La seva germana és Rebecca Rippon i la seva germanastra és Kate Gynther, ambdues de les quals han estat membres de l'equip de waterpolo nacional d'Austràlia i va competir als Jocs Olímpics. Ella juga pels Barracudas Brisbane que competeixen en el waterpolo de la Lliga Nacional. Ella va representar a Austràlia en waterpolo als Jocs Olímpics d'Estiu 2004, Jocs Olímpics d'Estiu 2008, guanyant una medalla de bronze, i als Jocs Olímpics d'Estiu de 2012. Ella s'ha guanyat una medalla de bronze en la Copa Mundial de Waterpolo Femení FINA 2010, i una medalla d'or als Jocs de la Commonwealth 2006.
Rippon va néixer el 20 de gener de 1981 a Sydney, Nova Gal·les del Sud, Austràlia.